# ادی سوتلو

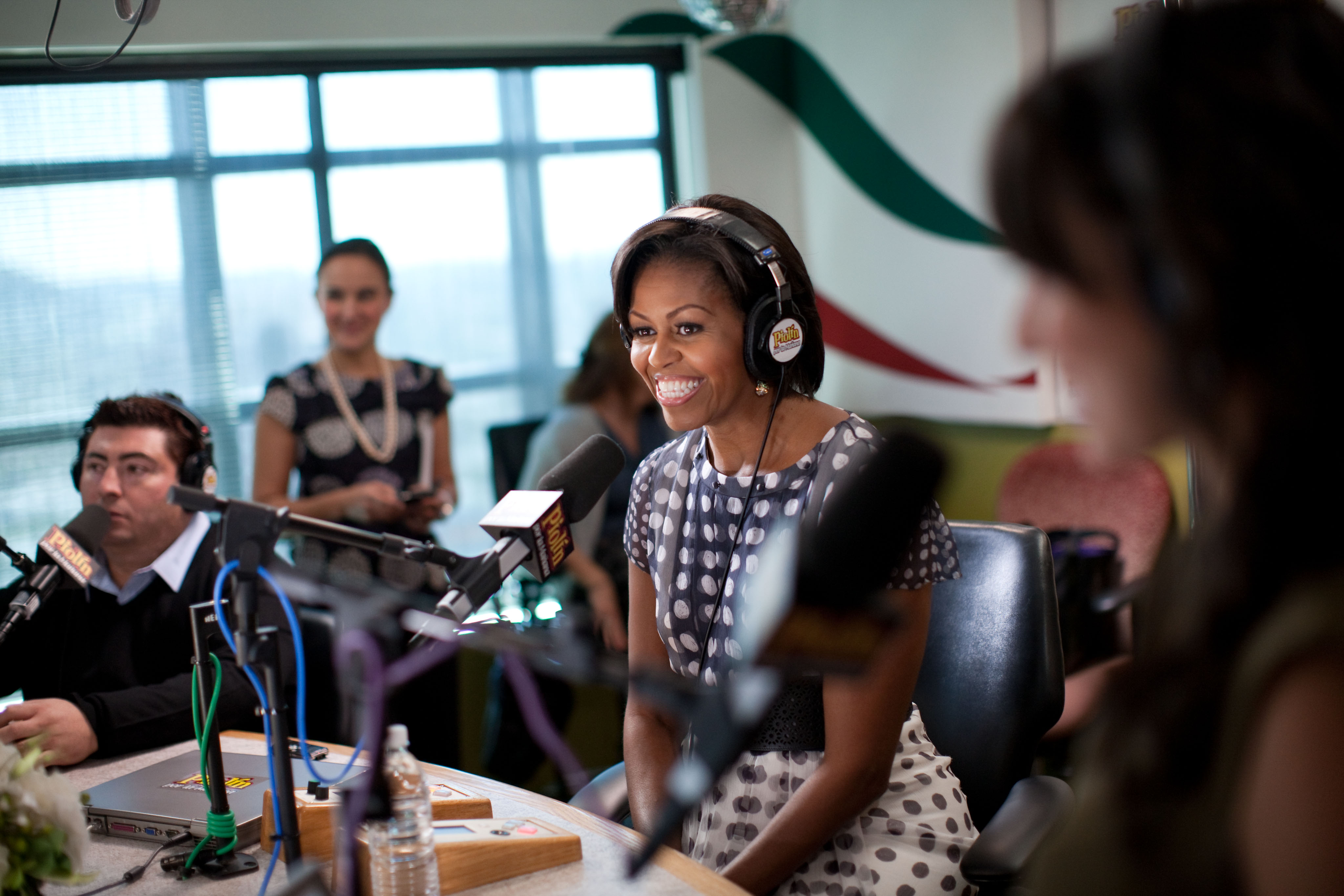
میشل اوباما در حال مصاحبه در برنامه سوتلو ۲۷ اکتبر ۲۰۱۰

ادی «پیولین» سوتلو متولد در جالیسکو مکزیک در ۱ دسامبر ۱۹۷۲متولد شد. نام مستعارش به معنای توئیتی در زبان مکزیکی اسپانیایی است. او در کودکی این نام را به دست آورد. لس آنجلس تایمز در سال ۲۰۰۶ سوتلو را بین ۱۰۰ نفر اول قدرتمند در جنوب کالیفرنیا دسته‌بندی کرد. برنامه صبحگاهی رادیویی او در سرار اسپانیا پخش شد. برنامه همچنین به صورت ملی و هماهنگ در ۵۰ فروشگاه عرضه شد.